# 馬傑森
馬傑森（2002年5月15日—），是臺灣職業棒球選手，生於花蓮縣卓溪鄉，為布農族人，目前效力於中華職棒樂天桃猿， 守備位置為三壘手、游擊手。 於2020年季中選秀中被樂天桃猿以第一輪第五順位選進。

## 早期生涯
生涯初期自花蓮縣光復國小起步，在青少棒時期就讀於光復國中， 並在2014年申請通過而獲得《第一屆周思齊棒球獎學金》， 2015年接受前兄弟象日籍投手養父鐵及中信兄弟球員周思齊在花蓮球場舉行的種子球員測試，對就讀國中的馬傑森印象深刻，也興起了將馬傑森送到日本打球的想法，不過，馬傑森最終決定就讀於高雄市普門中學。
在青棒時期的馬傑森於2018年的高中棒球聯賽（木棒組）拿下最佳十人獎中的三壘手獎項， 到了2020年的高中棒球聯賽中則是最佳十人游擊手， 並與同姓但無血緣關係的馬鋼組成四、五棒連線。 在高中即將畢業前夕，馬傑森決定參加中華職棒選秀。 在7月20日的選秀會上，馬傑森以第一輪第五順位被樂天桃猿選進。

## 職業生涯
2020年9月18日，馬傑森與樂天桃猿達成加盟共識，以簽約金480萬、月薪8萬、附帶100萬元激勵獎金的合約正式加盟。
2022年10月22日，在樂天桃園棒球場面對味全龍時於12局下半站上左打擊區，這是他生涯第一次在一軍以左打的身份上場。
現階段以右打為主。

## 職棒生涯成績
| 年度 | 球隊     | 出賽 | 打數 | 安打 | 全壘打 | 打點 | 盜壘 | 三振 | 四死 | 壘打數 | 雙殺打 | 打擊率 | 上壘率 | 長打率 | OPS   |
| ---- | -------- | ---- | ---- | ---- | ------ | ---- | ---- | ---- | ---- | ------ | ------ | ------ | ------ | ------ | ----- |
| 2020 | 樂天桃猿 | 3    | 13   | 3    | 0      | 1    | 0    | 0    | 0    | 5      | 0      | 0.231  | 0.231  | 0.385  | 0.616 |
| 2021 | 樂天桃猿 | 67   | 195  | 54   | 0      | 13   | 4    | 31   | 15   | 62     | 2      | 0.277  | 0.329  | 0.318  | 0.647 |
| 2022 | 樂天桃猿 | 16   | 39   | 11   | 0      | 0    | 0    | 6    | 2    | 13     | 1      | 0.282  | 0.317  | 0.333  | 0.650 |
| 2023 | 樂天桃猿 | 37   | 91   | 20   | 0      | 7    | 1    | 12   | 1    | 24     | 2      | 0.220  | 0.226  | 0.264  | 0.490 |
| 2024 | 樂天桃猿 | 111  | 367  | 87   | 0      | 34   | 0    | 49   | 20   | 105    | 5      | 0.237  | 0.273  | 0.286  | 0.559 |
| 合計 | 5年      | 234  | 705  | 175  | 0      | 55   | 5    | 98   | 38   | 209    | 10     | 0.248  | 0.284  | 0.296  | 0.580 |

## 外部連結
- 馬傑森在台灣棒球維基館上的頁面（繁體中文）
- 馬傑森在中華職棒官網
- 馬傑森在Baseball-Reference.com（小聯盟以及海外聯盟）（英语）